# 摺箔
摺箔（すりはく）とは金箔や銀箔、雲母などを糊などの接着剤で接着する生地の装飾技法のこと。また、そうして作られた物。生地は羅や紗、緞子、繻子などが多く、上に文様を彫った型紙を置き、文様を表すようにすることもある。摺り箔、印金とも呼ぶ。
印金の技法は中国で完成し、奈良時代ごろ日本に伝来したことが正倉院宝物の調査で推定されている。
大陸との交流が少ない日本では本場中国とは違った発展を遂げ、衣服の装飾として利用されるようになったのは鎌倉時代の後期ごろで、当初は能の舞台衣装などに利用されて能とともに発展した。
女歌舞伎や南蛮好みなど豪壮で艶麗な風潮の織豊期に豪奢な外観を好まれ辻ヶ花などと併用されて最盛期を迎える。
しかし、質実剛健を旨とした徳川幕府のもと度重なる倹約令によって禁止されて豪商などの衣装としては衰退、一部上流階級の元にのみ技法が残ったがこのことによって意匠がより洗練された。
現在でも京友禅と併用して婚礼の打掛けなどの装飾に利用される。

## 技法
生地に少量の漆で模様の形を塗り、その上に金箔を撚れないように載せる。
ごく小さな部分の場合は漆がすぐに乾くため、刷毛で余分な金箔を払って完成。
三日の間ほんの少しでさえ動かすことも無く清潔な部屋で漆を乾かすが、乾くまでの間一切の作業は中断する。
比較的小さな面積に行うならこれでお終いだが、晴れ着などで大きな面積に行う場合これを何度も繰り返して完成するため遥かに手間と日時がかかる。